# درآباد (سرعین)
درآباد روستایی است که در استان اردبیل، شهرستان اردبیل، بخش مرکزی، دهستان سبلان قرار دارد.

## جمعیت
روستای درآباد در دامنه سرسبز سبلان در فاصله ی 15 کیلومتری اردبیل که دارای 430 تن سکنه است. . محصول آن غلات و حبوبات و شغل اهالی زراعت و گله داری می باشد.
این روستا از شرق به شمس آباد  از غرب به آتشگاه  از شمال به دیولق از شمال غرب به اروانا از جنوب غرب به ارجستان و از جنوب شرق به کلور وصل می شود.درآباد از روستاهای کهن ایران است و تمدنی ۳۰۰۰ ساله در حاشیه جاده ابریشم دارد.غالب صاحب‌نظران بنیان گذار این روستا به شکل کنونی را میرزا عبدالرحیم درآباد عنوان کرده اند که از خان های مشهور زمان خویش محسوب میشد.
نام اصلی درآباد، دارآباد بوده است چون یک مرکز بزرگ حکومتی بوده است که چوبهای دار هم داشته است که محکومین را به دار می آویختند. البته همانطور که در اطراف روستا آثاری از نگهبانی های قدیمی مانند "قاروخانه پایین و قاروخانه بالا" پیداست، می تواند دال بر این مدعا باشد. البته خرابه های اطراف درآباد مانند "خرابه پایین و خرابه بالا" و تپه کنار دره هم می تواند به مرکزیت درآباد دلالت کند.
روستای در آباد مسایل شهرداری، پاسگاه انتظامی، امور قضایی و … اهالی خود را از طریق شهر سرعین پیگیری می کند و وابسته به سرعین می باشد.